# Kup Bosne i Hercegovine 2012-2013
La Kup Bosne i Hercegovine 2012-2013 è stata la tredicesima edizione della coppa nazionale della Bosnia Erzegovina, ed è stata vinta dallo Široki Brijeg, al suo secondo titolo.

## Squadre partecipanti
|            | Premijer Liga | Premijer Liga |
| ---------- | --- | --- |
| 1º livello | Borac Banja Luka Čelik Zenica GOŠK Gabela Gradina Srebrenik Leotar Olimpik Sarajevo Radnik Bijeljina Rudar Prijedor Sarajevo Slavija Široki Brijeg Travnik Velež Mostar Zrinjski Mostar Zvijezda Gradačac Željezničar | Borac Banja Luka Čelik Zenica GOŠK Gabela Gradina Srebrenik Leotar Olimpik Sarajevo Radnik Bijeljina Rudar Prijedor Sarajevo Slavija Široki Brijeg Travnik Velež Mostar Zrinjski Mostar Zvijezda Gradačac Željezničar |
|            | 1. liga FBiH | 1. liga Republike Srpske |
| 2º livello | Branitelj Čapljina Podgrmeč NK Vitez | Drina HE Modriča Rudar Ugljevik Sloboda Mrkonjić Grad Sloga Doboj Sutjeska Foča |
|            | Federazione BiH | Repubblica Srpska |
| 3º livello | Orašje Tomislav Mladost Donji Svilaj SAŠK Napredak | nessuna |
| 4º livello | Rijeka Vitez Rudar Zenica | nessuna |

## Sedicesimi di finale
| Squadra 1             | Risultato       | Squadra 2            |
| --------------------- | --------------- | -------------------- |
| 18.09.2012            |                 |                      |
| Sarajevo              | 1 – 0           | Gradina Srebrenik    |
| 19.09.2012            |                 |                      |
| Modriča               | 0 – 1           | Orašje               |
| Travnik               | 1 – 3           | GOŠK Gabela          |
| Sloboda Mrkonjić Grad | 0 – 3           | Željezničar          |
| Čelik Zenica          | 2 – 1           | Podgrmeč             |
| Branitelj             | 0 – 2           | Široki Brijeg        |
| Rijeka Vitez          | 2 – 1           | Drina HE             |
| Rudar Prijedor        | 0 – 1           | Zrinjski Mostar      |
| Sloga Doboj           | 4 – 0           | Tomislav             |
| Radnik Bijeljina      | 6 – 0           | Rudar Zenica         |
| Velež Mostar          | 3 – 0           | Mladost Donji Svilaj |
| Olimpik Sarajevo      | 0 – 0 (3-0 dtr) | NK Vitez             |
| Sutjeska Foča         | 1 – 0           | SAŠK Napredak        |
| Leotar                | 0 – 1           | Slavija              |
| Zvijezda Gradačac     | 5 – 0           | Rudar Ugljevik       |
| Čapljina              | 1 – 1 (3-1 dtr) | Borac Banja Luka     |

## Ottavi di finale
| Squadra 1         | Totale          | Squadra 2        | Andata     | Ritorno    |
| ----------------- | --------------- | ---------------- | ---------- | ---------- |
|                   |                 |                  | 03.10.2012 | 24.10.2012 |
| Zvijezda Gradačac | 4 – 2           | Velež Mostar     | 1 – 2      | 3 – 0      |
| Zrinjski Mostar   | 4 – 3           | Sarajevo         | 3 – 1      | 1 – 2      |
| Orašje            | 0 – 7           | Široki Brijeg    | 0 – 6      | 0 – 1      |
| GOŠK Gabela       | 1 – 0           | Radnik Bijeljina | 1 – 0      | 0 – 0      |
| Sutjeska Foča     | 2 – 3           | Sloga Doboj      | 1 – 1      | 1 – 2      |
| Čelik Zenica      | 3 – 0           | Rijeka Vitez     | 2 – 0      | 1 – 0      |
| Slavija           | 1 – 6           | Željezničar      | 1 – 3      | 0 – 3      |
| Olimpik Sarajevo  | 0 – 0 (4-1 dtr) | Čapljina         | 0 – 0      | 0 – 0      |

## Quarti di finale
| Squadra 1         | Totale          | Squadra 2       | Andata     | Ritorno    |
| ----------------- | --------------- | --------------- | ---------- | ---------- |
|                   |                 |                 | 07.11.2012 | 21.11.2012 |
| Zvijezda Gradačac | 3 – 5           | Zrinjski Mostar | 3 – 2      | 0 – 3      |
| Široki Brijeg     | 2 – 2 (5-4 dtr) | Čelik Zenica    | 1 – 1      | 1 – 1      |
| Olimpik Sarajevo  | 0 – 4           | Željezničar     | 0 – 1      | 0 – 3      |
| GOŠK Gabela       | 2 – 3           | Sloga Doboj     | 1 – 2      | 1 – 1      |

## Semifinali
| Squadra 1   | Totale | Squadra 2       | Andata     | Ritorno    |
| ----------- | ------ | --------------- | ---------- | ---------- |
|             |        |                 | 13.03.2013 | 03.04.2013 |
| Željezničar | 2 – 0  | Zrinjski Mostar | 0 – 0      | 2 – 0      |
| Sloga Doboj | 2 – 8  | Široki Brijeg   | 2 – 4      | 0 – 4      |

## Finale
Lo Široki Brijeg vince la coppa grazie ai tiri di rigore.
| Arbitro: | Tomislav Čuić (Tomislavgrad) |

| |            | |
| E. Čolić 18’ | Marcatori  | 5’ Kordić |
| · M. Antolović · V. Vasilić · B. Čolić · S. Kerla · 46’ J. Urdinov · 28’ M. Svraka · (68' A. Hodžić) N. Jamak · T. Tomić · E. Adilović · (83' S. Bekrić) V. Selimović · E. Čolić | Formazioni | L. Bilobrk V. Ješe M. Bertoša I. Džidić D. Ćorić Wagner J. Ivanković (88' Z. Kožulj) D. Zlomislić K. Kordić (90' I. Barišić) M. Roskam M. Marić (55' D. Landeka) |
| Amar Osim | Allenatori | Slaven Musa |

| Arbitro: | Edin Jakupović (Bihać) |

| |                      | |
| Wagner 63’ | Marcatori            | 90’ Pehilj |
| Šilić Kordić Wagner Ješe Zlomislić I. Džidić Landeka | Tiri di rigore 5 – 4 | Pehilj Adilović Čolić Stanić Hasanović Smajić Svraka |
| · L. Bilobrk · V. Ješe · 25’ M. Bertoša · I. Džidić · (82' A. Serdarušić) D. Ćorić · 63’ Wagner · 86’ M. Ljubić · (90' D. Šilić) J. Ivanković · 65’ D. Zlomislić · K. Kordić · (55' D. Landeka) M. Roskam | Formazioni           | · M. Antolović · J. Bogičević · V. Vasilić 87’ · B. Čolić · S. Stanić · M. Svraka · N. Jamak (83' E. Hasanović) · T. Tomić (83' Š. Pehilj) · E. Adilović · V. Selimović (68' S. Smajić) · E. Čolić |
| Slaven Musa | Allenatori           | Amar Osim |

## Marcatori
| Pos. | Giocatore            | Squadra           | Reti |
| ---- | -------------------- | ----------------- | ---- |
| 1    | Wagner Santos Lago   | Široki Brijeg     | 6    |
| 1    | Igor Aničić          | Zrinjski          | 6    |
| 3    | Borislav Lukić       | Sloga Doboj       | 5    |
| 3    | Eldin Adilović       | Željezničar       | 5    |
| 5    | Sabahudin Jusufbašić | GOŠK Gabela       | 4    |
| 5    | Armin Kapetan        | Radnik Bijeljina  | 4    |
| 5    | Krešimir Kordić      | Široki Brijeg     | 4    |
| 5    | Ermin Vehabović      | Zvijezda Gradačac | 4    |